# Gorlańskie Stojło
Gorlańskie Stojło – uroczysko w Puszczy Białowieskiej w Polsce, w obrębie ewidencyjnym Wierzchowskie, w pobliżu osady Nieznany Bór, położone w województwie podlaskim, w powiecie hajnowskim, w gminie Hajnówka. Leży przy drodze z Hajnówki do Czerlonki.
W 2014 roku stwierdzono, że w uroczysku Gorlańskie Stojło wyginęło największe w Puszczy Białowieskiej stanowisko wierzby borówkolistnej (Salix myrtilloides).

## Historia
Za II RP Gorlańskie Stojło należało do gminy Białowieża w powiecie bielskim w województwie białostockim. 16 października 1933 roku weszło w skład nowo utworzonej gromady Hajnówka w gminie Białowieża.
1 października 1934 utworzono (po raz drugi) gminę Hajnówka, w związku z czym Gorlańskie Stojło weszło w jej skład. 
Po II wojnie światowej zachowało przynależność administracyjną do gminy Hajnówka, lecz weszło w skład gromady Topiło, przyłączonej w 1944 roku do gminy Hajnówka z gminy Białowieża. 1 lipca 1952 gromadę Topiło (z Gorlańskim Stojłem) włączono do nowo utworzonej gminy Policzna.
Od 1973 znów w reaktywowanej gminie Hajnówka. W latach 1975–1998 administracyjnie należało do województwa białostockiego.